# ハリー・E・ヤーネル (ミサイル巡洋艦)
| USS Harry E. Yarnell (CG-17) | |
| 艦歴                         | |
| 発注                         | |
| 起工                         | 1960年5月31日 |
| 進水                         | 1961年12月9日 |
| 就役                         | 1963年2月2日 |
| 退役                         | 1993年10月20日 |
| その後                       | |
| 除籍                         | 1993年10月29日 |
| 性能諸元                     | |
| 排水量                       | 満載：7,800トン |
| 全長                         | 547 ft |
| 全幅                         | 55 ft |
| 吃水                         | 25 ft |
| 機関                         | ギヤード蒸気タービン2基2軸 4缶、85,000 shp                                                                                                 |
| 最大速                       | 30+ノット |
| 航続距離                     | |
| 乗員                         | 士官、兵員395名 |
| 兵装                         | スタンダードER SAM連装発射機 2基 アスロックSUM8連装発射機 1基 ハープーンSSM4連装発射機 2基 ファランクスCIWS 2基 324mm3連装短魚雷発射管 2基 |
| 航空機                       | |
| モットー                     | |

ハリー・E・ヤーネル (USS Harry E. Yarnell, DLG/CG-17) は、アメリカ海軍のミサイル巡洋艦。リーヒ級ミサイル巡洋艦の2番艦。艦名はハリー・E・ヤーネル海軍大将に因んで命名された。当初は嚮導駆逐艦、フリゲートとして指定されたが、1975年に巡洋艦に艦種変更された。

## 艦歴
ハリー・E・ヤーネルは1960年5月31日にメイン州バスのバス鉄工所で起工する。1961年12月9日にフィリップ・ヤーネル夫人（ヤーネル提督の未亡人）によって命名、進水し、1963年2月2日にボストン海軍造船所でチャールズ・E・ネルソン艦長の指揮下就役した。
リーヒ級ミサイルフリゲートの2番艦として就役したハリー・E・ヤーネルは、テリア艦対空ミサイル発射筒を艦の前後に装備し、アスロック対潜ミサイルも装備した。ハリー・E・ヤーネルはボストンで整調を完了したが、その間に平時においても海は強大な敵であると認識する出来事に遭遇した。1963年4月10日、ヤーネルは遭難した原子力潜水艦スレッシャー (USS Thresher, SSN-593) の探索を命じられる。スレッシャーは後に8,000フィートの深海で発見されたが、スレッシャーが最後に確認された海域でヤーネルは油の跡といくつかの残骸を見つけただけで、潜水艦との連絡を取ることはできなかった。
探索活動後、新たな母港のノーフォークへ向かう途中の4月23日、ヤーネルは数隻のソ連の「商船」を追い越しざまに撮影した。その後の数ヶ月は整調およびミサイルの運用試験で費やされた。10月28日から11月26日までヤーネルは特別音響テストおよびリーヒ級における標準化テストをグアンタナモ湾で行い、その後ノーフォークに帰還した。
ヤーネルはその後ノーフォークを基点にバージニア岬およびカリブ海で活動を行い、1964年9月8日に初の大西洋横断に出航する。NATOの対潜水艦戦演習に参加し、9月21日には北極圏を横断した。その後アムステルダムを経由して地中海に向かい、1965年2月にノーフォークに帰還するまで地中海で活動を継続した。
次の地中海配備は10月8日に行われた。1966年1月3日にダーダネルス海峡を通過し黒海に入るとソ連近海で作戦活動を行い、3月にノーフォークに帰還する。北大西洋でのNATO軍演習に参加後、ハリー・E・ヤーネルは前年の功績で戦闘効率賞を受賞した。さらにヤーネルは1966年のマージョリー・ステレット戦艦基金賞を大西洋艦隊で受賞した。
その後ヤーネルはメキシコ湾及びカリブ海で訓練を行い、1967年初めに3度目の地中海配備に赴く。地中海では諸問題に対応するため臨戦態勢での巡航を行い、5月にノーフォークに帰還した。
リーヒ級は1960年代末から70年代初めにかけて対空兵装の改装が行われた。50口径3インチ砲2基は8基のRGM-84ハープーン・ミサイルに置き換えられた。テリア発射筒はスタンダードミサイルを発射できるよう改良された。また、2基のファランクスCIWSが増設された。それらの装備は1980年代末のNTU (New Threat Upgrade) プログラムで改良された。このプログラムにはレーダー、戦闘システム、火器管制システムおよび新型ミサイル、ミサイル発射機の改良が含まれた。
ハリー・E・ヤーネルは1993年10月20日に退役し、1993年10月29日に除籍された。1995年4月14日にロードアイランド州クォンセット・ポイントでスクラップとして売却された。しかしスクラップの契約は1996年12月1日、10%を廃棄した時点で解約された。船体はフィラデルフィアに返還され保管されている。